# Prvenstvo Anglije 1901
Prvenstvo Anglije 1901 v tenisu.

## Moški posamično
Arthur Gore :  Reginald Doherty, 4-6, 7-5, 6-4, 6-4

## Ženske posamično
Charlotte Cooper Sterry :  Blanche Bingley Hillyard, 6-2, 6-2

## Moške dvojice
Reginald Doherty /  Lawrence Doherty :  Dwight F. Davis /  Holcombe Ward 4–6, 6–2, 6–3, 9–7